# Omar Barboza
Omar Enrique Barboza Gutiérrez, (Maracaibo, Estado Zulia, 27 de julio de 1944) es un abogado y político venezolano. Fue presidente de la Asamblea Nacional de Venezuela y diputado por el estado Zulia. Anteriormente se desempeñó como Gobernador de Zulia y parlamentario en el extinto Congreso de la República de Venezuela.

## Trayectoria política

### Gobernador del Zulia
Fue miembro de Acción Democrática y líder de esa organización en el Zulia, por tales razones fue designado como gobernador de esa entidad entre 1985 y 1989, por el presidente de la República Jaime Lusinchi, cuando no se realizaban elecciones directas para el cargo del Ejecutivo regional. En las elecciones regionales de 1995 AD lo postula como candidato a la gobernación, siendo derrotado por Francisco Arias Cárdenas al obtener el 30,2% de los votos, frente al 30,4% de Arias.

#### Pozos de la muerte
En 1985, se hallaron en el Zulia diversas fosas donde se hallaban cadáveres no identificados conocidos como "pozos de la muerte", denunciadas por Luis Hómez, Carlos Tablante y Rafael Guerra Ramos entre otros Senadores y diputados, que no fueron reconocidas por Barboza siendo gobernador del Zulia, donde comentó que eran "huesos de vaca depositados por los mataderos", en los pozos se encontraban más de 600 muertos distribuidos en distintos cementerios, esto generó una investigación en el Congreso de la República. En 1986 también se hallaron nuevos cadáveres en Puerto Cabello en Carabobo, esto ocasionó distintas protestas, en todo momento las autoridades negaron la existencia de los pozos.[cita requerida]

### Labor en el congreso
En 1998 fue elegido como diputado ante el Congreso Nacional, donde se desempeñó como presidente de la Comisión Permanente de Finanzas de la Cámara de Diputados, entre sus principales posturas destacó la de la defensa de la autonomía de las regiones.

### Dirigente de UNT
En 1999 estuvo envuelto en un conflicto que involucró a los miembros de AD-Zulia y los del Comando Nacional de ese partido lo que llevó a la división de la organización en ese Estado, pasando Barboza a formar junto a Manuel Rosales y Pablo Pérez Álvarez, entre otros una nueva plataforma política de carácter regional, Un Nuevo Tiempo. En 2005 se postula como candidato al Parlamento Andino, en las elecciones parlamentarias de ese año, siendo apoyado además de su organización por otros partidos como AD, Copei, Primero Justicia y MAS, entre otros, sin embargo, éste decidió retirarse de la contienda como el resto de los candidatos opositores por supuestamente no existir condiciones transparentes por parte del Consejo Nacional Electoral para la realización del evento.
En 2006 comenzó un proceso de reestructuración de Un Nuevo Tiempo al pasar a ser un partido de alcance nacional, siendo designado como presidente de la organización Omar Barboza a inicios de 2007. En 2008 fue el encargado de suscribir un acuerdo para insertar a UNT dentro de la coalición opositora de Unidad Nacional. En 2010 es electo diputado a la Asamblea Nacional y reelecto en 2015.

### Presidencia del parlamento
Al ser electo por consenso mediante su partido UNT, es juramentado como nuevo presidente de la Asamblea Nacional, sucediendo a Julio Borges, en el acto reglamentario previsto cada 5 de enero, donde dictó un discurso ante todo el parlamento.

Con humildad republicana comienzo por agradecer la confianza a los colegas Diputados que han votado favorablemente para que asuma durante este período que comienza, la función de presidir esta Asamblea Nacional en la cual reposa la legítima representación del pueblo venezolano. (...)

Nicolás Maduro tildó a Barboza de «perverso, corrupto y dinosaurio de la Cuarta República», y habló de que su gestión en la Gobernación del Zulia había sido «la peor». El 17 de abril, se sometió a votación el aprobar o no aprobar un juicio contra Nicolás Maduro en la Asamblea Nacional, día en el que Barboza debía viajar al Parlamento Europeo, viaje que fue cancelado.